# Apache County

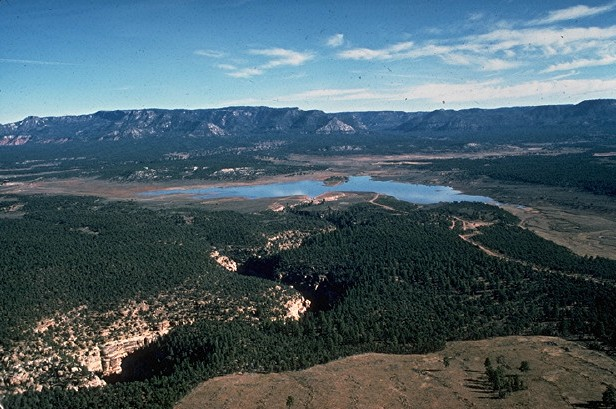
Canyon de Chelly

Apache County är ett county och ligger i det nordöstra hörnet av delstaten Arizona.  Antalet invånare var år 2010 71 518. Den administrativa huvudorten (county seat) är St. Johns.
Del av Petrified Forest nationalpark och Canyon de Chelly nationalmonument ligger i countyt. 

## Geografi

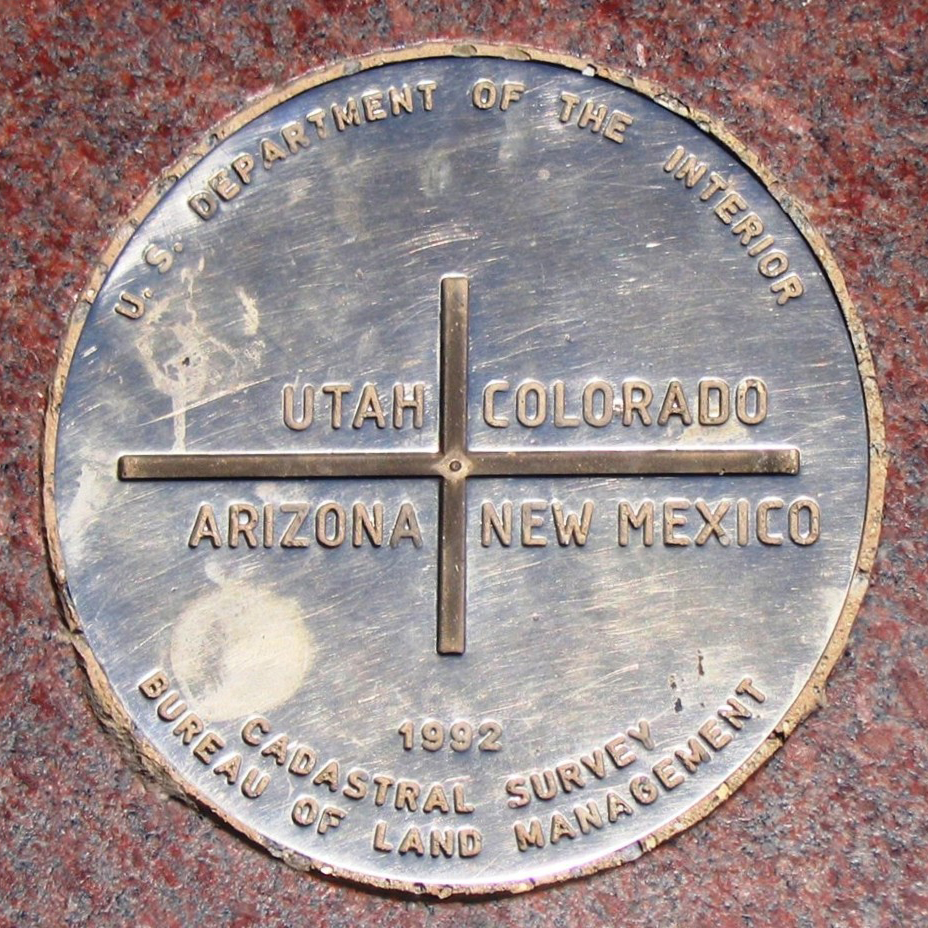
Gränsmarkeringen vid Four Corners Monument, den enda plats i USA där fyra delstater möts, ligger i Apache County

Apache County innehåller delar av Navajo indianreservat, Fort Apache indianreservat och den förstenade skogens nationalpark.  Hela Canyon de Chelly National Monument ligger inom countyts gränser.
Enligt U.S. Census Bureau (USA:s folkbokföringsbyrå) är countyts area 29 056 km² varav 35 km² (cirka 0,12%) är vatten.

## Demografi
Enligt folkbokföringen 2000 finns det 69 423 invånare, 19 971 hushåll och 15 257 familjer i countyt.  Folktätheten är drygt 2 invånare/km².  Den etniska sammansättningen är 76,88% indianer, 19,5% vita, 0,25% svarta, 0,13% asiatiska, 0,06% polynesier, 1,75% av annat ursprung och 1,43% av två eller fler ursprung.  4,49% av invånarna är av latinamerikanskt eller spanskt ursprung.  Storleken på medelhushållet är 3.41 och storleken på medelfamiljen är 4.04.
I countyt är ådersfördelningen: 38,5% under 18 år, 9,4% mellan 18 och 24, 25,1% mellan 25 och 44, 18,7% mellan 45 och 64 och 8,3% över 65.  Medianåldern är 27 år.  Det går 98.2 män på varje 100 kvinnor.  I åldersgruppen 18 och över går det 94.5 män på 100 kvinnor.
Medianinkomsten för ett hushåll i countyt är $23 344 per år (cirka 163 000 kr) och medianinkomsten för en familj $26 315 per år (cirka 184 000 kr).  Män har en medianinkomst på $30 182 (cirka 211 000 kr) medan kvinnor har $22 312 (cirka 156 000 kr).  Inkomst per capita i countyt är $8 986 (cirka 63 000 kr).  37,8% av populationen och 33,5% av familjerna lever under USA:s fattigdomsgräns.  42,8% av de under 18 år och 36,5% av de över 64 år är under fattigdomsgränsen.
Apache County är ett av bara 38 countys där det mest talade språket enligt USA:s folkräkning inte är engelska och ett av endast tre countyn där det mest talade språket vare sig är engelska eller spanska.  58,32% har navajo som förstaspråk, följt av engelska (38,34%) och spanska (2,72%).